# Kemba (woreda)
Pour les articles homonymes, voir Kemba.
Kemba est un woreda du sud de l’Éthiopie situé dans la zone Gamo. Ce district a 155 979 habitants en 2007 et porte le nom de son chef-lieu. Il fait partie de la région des nations, nationalités et peuples du Sud jusqu'au transfert de la zone dans la région Éthiopie du Sud en août 2023. La partie sud du district se détache vers 2020 pour former le nouveau woreda Garda Marta. Le chef-lieu se détache également et forme désormais un district urbain distinct enclavé dans le district principal.
Le chef-lieu, Kemba, se trouve une soixantaine de kilomètres à l'ouest d'Arba Minch vers 1 900 m d'altitude.
Le district s'étend vers l'ouest jusqu'à la zone Gofa. Du côté sud, les nouveaux woredas Garda Marta et Gerese le séparent désormais des zones Debub Omo et Alle, dont il était encore limitrophe dans les années 2010.
| Zala             |       | Deramalo |
| Uba Debre Tsehay | Kemba | Bonke    |
| Male             | Alle  | Derashe  |

Le recensement national de 2007 fait état de 155 979 habitants dans le district dont 3 % de citadins qui sont les 4 702 habitants du chef-lieu, le district recensé comprenant encore à l’époque le chef-lieu et le futur woreda Garda Marta.
Près de la moitié des habitants (46 %) sont protestants, 28 % sont de religions traditionnelles africaines et 16 % sont orthodoxes.
En 2022, la population est estimée sur le même périmètre à 209 433 personnes avec une densité de population de 180 personnes par km2 et 1 162 km2 de superficie.
Entre-temps, 485 km2 sont attribués à Garda Marta et 2,4 km2 au chef-lieu, ce qui laisse 674 km2 dans le district en 2021,.